# Петропавловская крепость
Петропа́вловская кре́пость (официальное название — Санкт-Петербу́ргская, в 1914—1917 годах — Петрогра́дская крепость) — старейший памятник архитектуры Санкт-Петербурга, крепость I класса (согласно классификации крепостей Российской империи). Расположена на Заячьем острове, в Санкт-Петербурге, историческое ядро города. Дата закладки крепости — 16 (27) мая 1703 года — является датой основания Санкт-Петербурга. Никогда не использовалась ни в одном сражении. С первой четверти XVIII века до начала 1920-х годов служила тюрьмой. С 1924 года является государственным музеем.
Петропавловская крепость — памятник русского зодчества, над которым трудились разные архитекторы. В современной крепости расположены многочисленные памятники архитектуры и музеи: Петропавловский собор (усыпальница российского императорского дома Романовых), Великокняжеская усыпальница, Ботный дом, Комендантский дом, Инженерный дом, Монетный двор, Музей истории Санкт-Петербурга, Военно-исторический музей артиллерии, инженерных войск и войск связи, Музей космонавтики и ракетной техники. Крепость относится к исторической части Санкт-Петербурга и вместе с находящимся здесь комплексом памятников входит в список объектов всемирного наследия ЮНЕСКО; это один из центров притяжения туристов. Силуэт Петропавловской крепости стал символом города и занимает ключевое место в его панораме. С 1873 года с Нарышкина бастиона крепости ежедневно в 12 часов производится артиллерийский сигнальный выстрел (не осуществлялся с 1934 по 1953 годы). Является историческим символом города. Согласно уставу Санкт-Петербурга, историческими символами города являются ангел на шпиле Петропавловского собора, кораблик на шпиле Адмиралтейства и памятник «Медный всадник».

## История

### Предыстория
Крепость возникла на Заячьем острове (площадь 28 га, длина 0,9 км, ширина 0,5 км), расположенном в самом широком месте Невы. Первоначально в шведских источниках XVII века остров носил название Луст-Эйланд («Весёлый остров», «Весёлая земля»). Название Заячий остров происходит от перевода с финского названия Яниссаари (Jänissaari — «Остров кролика»). До начала XVIII века заболоченный, низменный, незаселённый остров часто заливался водой во время наводнений.
В результате военных действий во время Северной войны русские войска 1 мая 1703 года захватили шведскую крепость Ниеншанц при впадении Охты в Неву. Первоначальный план строить город-крепость на месте шведской крепости был отвергнут, так как она не имела естественных рубежей, не была ограждена водой со всех сторон и расположена далеко от моря. В результате недолгих поисков у разветвления Невы на два больших рукава был найден подходящий остров. Небольшие размеры давали ряд преимуществ при постройке крепости. Противник не смог бы закрепиться на острове, в то же время орудия крепости могли держать под контролем движение по Неве неприятельских судов, расстреливая их чуть ли не в упор. Со стороны ближайшего Берёзового острова крепость была труднодоступна из-за почти непроходимых болот.

### Закладка и строительство земляной крепости
Проект Петропавловской крепости задумал лично сам царь Пётр I. Первые её планы составлены в 1703 году саксонским инженером В. А. Кирштенштейном и французским инженером Ж. Г. Ламбером де Гереном. Крепость была заложена 16 (27) мая 1703 года. Эту дату принято считать днём основания Санкт-Петербурга, ставшего вскоре столицей Российской империи. 29 июня (12 июля), в Петров день, заложили деревянную церковь святых апостолов Петра и Павла, отметив событие пальбой из пушек. Церковь имела две башни со шпицами, обрамляющими вход. Строительство крепости велось очень быстро. В сооружении были заняты находившиеся на работах в Шлотбурге и Шлиссельбурге солдаты и рабочие. В июле на строительство пришли сосланные на берега Невы рабочие из других городов по царскому указу. К осени 1703 года на тяжёлых земляных работах насчитывалось уже несколько тысяч рабочих. На них же возложили обязанность валить лес для строительства. 19 августа произошло первое наводнение.
Строительство крепости велось большими темпами, к июлю «едва не вполовину состроили». Крепостной вал, для ускорения, сооружали из земли. 6 выступающих за куртины бастионов строили под наблюдением царя, а также Меншикова, Нарышкина, Трубецкого, Головкина и Зотова. Впоследствии они были названы по именам соратников Петра I: Трубецкой, Меншиковский, Государев. Три бастиона находятся со стороны Невы, три смотрят на север. К осени 1703 года их оснастили более чем 120 пушками (на Государевом бастионе — 58 орудий, на Трубецком и Нарышкином бастионах — по 52 пушки). На территории крепости строились склады продовольствия, цейхгаузы, жилые дома. К апрелю 1704 года крепость вчерне была окончена. 4 апреля 1704 года на Государевом бастионе был зажжён фонарь, означавший, что строительство крепости завершено. Интенсивность орудийного огня земляной крепости обеспечивали дополнительные пониженные фланки бастионов. Причём три бастиона имели по два пониженных фланка, а ещё три — по одному. Из вспомогательных укреплений имелся только земляной равелин перед Петровской куртиной. Равелин отделялся от главного вала, перерезающим остров земляным рвом с водой. По его оси была проложена углубляющая дно канава.
В 1705 году крепостью попытались овладеть шведы. Хотя они и были отбиты, возникла необходимость дополнительного усиления крепости со стороны Петербургского острова. В том же году там был заложен земляной кронверк сложного начертания. Вал его состоял из бастиона и двух полубастионов, имеющих орильоны. Крылья вала на окончаниях имели фланки. Вал ограждал ров с водой, за которым на островках находились два равелина, а затем перед гласисом — прикрытый путь. Последний был снабжён деревянными покрытыми постройками — «капунирами». Эскарп и контрэскарп имели деревянную облицовку. За гласисом всё охватывал ещё более широкий ров. Строительство завершилось в 1708 году, но кронверк и далее, весь XVIII век, продолжал усиливаться и перестраиваться.

### Каменная крепость
С 30 мая 1706 года с Меншиковского бастиона началась замена земляного вала каменным (кирпичным). В болотистую почву вбивалось огромное количество свай, на которых устанавливали каменные блоки. Высота бастионов и куртин была увеличена до 12-и метров. Каменная конструкция вала позволила укрыть пушки в казематах с амбразурами. К 1710 году бастионы со стороны Васильевского острова уже были каменными. Появились двое ворот, одни вели в кронверк, другие через деревянный подъёмный Иоанновский мост — на Петербургский остров. Позже количество ворот увеличили до пяти: Петровские, Невские, Васильевские, Николаевские и Кронверкские. Над Государевым бастионом стал развиваться большой жёлтый флаг с двуглавым орлом, державшим в когтях четыре моря: Белое, Чёрное, Каспийское и Балтийское.
Вслед за стенами одевались в камень и другие сооружения крепости. Кроме стен надлежало построить из камня въездные ворота, мост на территорию крепостного острова, собор и ряд служебных построек. Работы затянулись и были закончены только к 1740 году. Воздвигнутые в 1708 году деревянные Петровские ворота заменены к 1717 году каменными по проекту Доменико Трезини. Ворота приобрели вид триумфальных с фигурами богинь Минервы и Беллоны по бокам и раскрашенным двуглавым орлом со скипетром и державой в когтях в замке арки. В 1712 году на месте деревянного собора Петра и Павла началось строительство каменного по проекту архитектора Трезини. Трёхъярусная колокольня, увенчанная позолоченным шпилем с летящим ангелом. Строительство велось 21 год и закончилось в 1733 году, уже после смерти архитектора. В конце 1724 года на колокольне собора установлены куранты, купленные Петром I. Сильный пожар случился в Петропавловском соборе в ночь с 29 на 30 апреля 1756 года, в результате деревянный шпиль загорелся и рухнул, погибли куранты, кладка стен дала трещины. Колокольню были вынуждены разобрать до окон первого яруса. В 1766 году принято решение о восстановлении колокольни. Работы продолжались 20 лет. На колокольне установили новые часы-куранты, изготовленные в Голландии мастером Оортом Красом. В 1857—1858 годах деревянные конструкции шпиля заменили металлическими.
В 1730—1740-х годах началось возведение кирпичных равелинов, прикрывавших куртины с крепостными воротами и ближайшие бастионы от артиллерийского огня. Перед Петровскими воротами с востока построен Иоанновский равелин, названный в честь старшего брата Петра I Ивана Алексеевича. С запада Васильевские ворота прикрывал Алексеевский равелин, названный в честь отца императора Алексея Михайловича. Одновременно появился ещё один водяной ров с западной стороны. Рвы при этом получили укрепляющую склоны облицовку. Единый фронт с равелинами составляли полуконтргарды, соединённые с равелинами одностенными фланками. Они предназначались для защиты угловых бастионов. И равелины, и полуконтргарды были рассчитаны на размещение артиллерии на верху, то есть на валганге, за бруствером с открытыми амбразурами. Внутри Головкина бастиона был построен Кавальер Анны Иоанновны (Анненский), соединённый с главным валом арочным мостом.

### Гранитная крепость
С течением времени кирпичные стены начали разрушаться и уже имели неприглядный вид. В 1779—1785 годах часть Петропавловской крепости, смотрящую на Неву, облицевали гранитом. При этом на углах гранитных полуконтргардов и бастионов были построены сторожевые башенки — бартизаны. По две — на полуконтргардах и угловых бастионах и три — на центральном Нарышкином бастионе. В 1784—1787 годах был придан торжественный вид Невским воротам и Комендантской пристани. В 1731 году на Нарышкином бастионе построили Флажную башню, на которой стали поднимать флаг (гюйс) (изначально флаг поднимался на Государевом бастионе). Флаг поднимался с утренней зарёй, опускался с вечерним закатом. С 1736 года появилась традиция отмечать полдень пушечным выстрелом с Нарышкина бастиона. Выстрел также отмечал начало и конец рабочего дня. Постоянно стали производить выстрел с 1873 года. В 1934 году выстрелы прекратили, но в 1957 году эту традицию возродили.
В XIX веке на территории крепости с 11 до 12 часов дня играл оркестр. Слева от центральной аллеи в 1743 году появилось каменное здание гауптвахты, построенное на месте деревянной. Перед ней в XVIII веке находилась площадка, служившая местом наказания солдат. В 1749 году в центре крепости построили деревянный Инженерный деловой двор или Инженерный дом. Затем его разобрали и на этом месте возвели каменный. На площади перед Петропавловским собором в 1740-е годы построено двухэтажное здание Комендантского дома, значительную часть которого занимала квартира коменданта крепости. На должность коменданта обычно назначались генералы, некоторых из которых похоронили у восточной стены собора на специальном Комендантском кладбище. В Комендантском доме также размещались канцелярия и помещения для следствия по политическим делам. В 1762—1766 годах по проекту архитектора А. Ф. Виста в крепости построен дом для ботика Петра I — «Дедушки русского флота» (бот был перевезён из Москвы в 1723 году, сначала для него построили простой навес).
Во второй половине XVIII века у Невских ворот была построена гранитная Комендантская пристань, от неё к берегу ведёт трёхпролётный мостик. В 1798—1806 годах построены здания Монетного двора (Монетный двор переведён из Москвы в Санкт-Петербург в 1724 году и до постройки специального здания монеты чеканили в помещениях Трубецкого и Нарышкина бастионов). Справа от Петровских ворот в 1801—1802 годах появился склад оружия (артиллерийский цейхгауз).
В связи в прокатившимися по Европе революциями в 1848 году утверждено строительство на территории устаревшего к тому времени земляного кронверка здания фортового типа по проекту архитектора П. И. Таманскиого. Это кирпичное подковообразное укрепление соответствовало уровню развития фортификации того времени. Три его этажа снабжены множеством орудийных и ружейных амбразур, рассчитанных на веерный обстрел. Горжу прикрывает невысокая стена с воротами, приспособленная для ружейной фронтальной и артиллерийской фланговой обороны. Строение получило название «Новый арсенал в Кронверке» и первоначально использовалось как арсенал (встречается название «оборонительный арсенал»). С началом в 1853 году Крымской войны Санкт-Петербургская крепость и кронверк привели в боевую готовность. При этом продолжился ремонт и строительство различных объектов по всему кронверку, а в форту разместили 41 орудие 24- и 18-фунтового калибра. В 1860 году завершено строительство здания арсенала, а в 1861 году горжу прикрыли стеной. Во второй половине XIX века в связи с появлением нарезной артиллерии и развитием военного дела здание арсенала ещё в процессе строительства утратило своё фортификационное значение. В некоторых его помещениях разместили старинные русские и трофейные орудия, знамёна и прочее. С 1872 года это собрание вооружения стали именовать Артиллерийским музеем.

### Политическая тюрьма
Петропавловская крепость никогда не принимала непосредственного участия в военных действиях. С самого начала своего существования она стала использоваться в качестве главной политической тюрьмы Российской империи. Вначале для содержания узников приспособили казематы крепостных стен, а затем построили специальные тюрьмы: Секретный дом Алексеевского равелина и тюрьма Трубецкого бастиона. Одним из первых узников крепости стал царевич Алексей, содержавшихся в Трубецком бастионе. Он умер (или был тайно убит) в крепости в 1718 году. После очередного дворцового переворота, когда на престол вступила Елизавета Петровна, в крепость были посажены её политические противники: Бирон, Остерман, Миних, Менгден и другие. Оттуда они были отправлены в ссылку. В 1790-х годах в качестве секретного арестанта в крепости содержался А. Н. Радищев, автор книги «Путешествие из Петербурга в Москву». Радищев был приговорён к смертной казни, но затем ее заменили ссылкой на 10 лет в Сибирь. В 1820 году в крепость попала в полном составе 1-я гренадерская рота Семёновского полка за подачу жалобы на полковника Шварца. Арест роты поднял весь полк. Около трёх тысяч семёновцев попали в заключение. В наказание одних прогнали через строй и отправили на рудники на каторгу, других — в дальние крепости.
Через казематы Петропавловской крепости прошли более тысячи декабристов. В ночь на 15 декабря 1825 года сюда первыми были доставлены Сутгоф, Щепин-Ростовский, Рылеев, а затем — Завалишин, Якушкин, Каховский, Пущин, Одоевский, Трубецкой и другие. После личных допросов царя в Зимнем дворце декабристов отправляли в крепость с записками коменданту, как содержать каждого конкретного заключённого. Следствие велось полгода. В результате пятеро были приговорены к смертной казни через повешение, более ста декабристов сосланы на каторжные работы в Сибирь, солдат-декабристов прогнали через строй и отправили в действующую армию на Кавказ. О приговоре было объявлено 12 июля 1826 года в доме коменданта крепости. В ночь на 13 июля пятерых осуждённых повесили в Кронверке.
23 апреля 1849 года в крепость были заключены петрашевцы. Восемь месяцев шло следствие. 21 участник кружка был приговорён к смертной казни, которую затем заменили каторжными работами. Осенью 1861 года в крепость были брошены более 300 студентов, принявших участие в волнениях. С 24 апреля по 24 декабря 1849 года здесь был заключён писатель Ф. М. Достоевский. С 1851 по 1854 годы отбывал наказание анархист М. А. Бакунин. В июле 1862 года в Невской куртине в одиночную камеру на четыре года был заключён критик Д. И. Писарев. С 1862 по 1864 годы в равелине содержался философ Н. Г. Чернышевский. В 1872 году была построена тюрьма Трубецкого бастиона, через которую до 1917 года прошли около 1500 политических заключённых. В начале 1880-х годов в тюрьму попали 73 члена «Народной воли», совершившие казнь императора Александра II. 10 из них получили смертный приговор, остальные сосланы на каторгу. В 1887 году в тюрьме Трубецкого бастиона были заключены члены террористической фракции «Народной воли», обвинявшиеся в организации покушения на императора Александра III. Пятеро из них были казнены в Шлиссельбургской крепости (в том числе старший брат Ленина — Александр Ульянов).
Во времена первой русской революции 1905—1907 годов в тюрьме Трубецкого бастиона находились писатель Горький, историк Семевский, публицист Анненский и другие. 14 ноября 1905 года в крепость попали 143 солдата электротехнической роты, потребовавших облегчить службу в армии. На волне растущего революционного движения 19 августа 1906 года были учреждены военно-полевые суды. В Петропавловской крепости заседал Петербургский военно-полевой суд, часто выносивший смертные приговоры.
В начале Февральской революции в конце февраля 1917 года для военно-полевого суда в крепость были переправлены 19 нижних чинов 4-й роты Павловского полка. На их освобождение были направлены несколько десятков рабочих и солдат, которые решили атаковать Петропавловку со стороны Троицкой площади. Началось братание между атакующими и гарнизоном крепости, отказавшимся выполнять приказы командиров. Павловцы были последними узниками царского режима. Во время Октябрьской революции 1917 года гарнизон крепости поддержал большевиков, выступивших против Временного правительства, со стен крепости были произведены холостые артиллерийские выстрелы во время штурма Зимнего дворца, в тюрьму Трубецкого бастиона были заключены арестованные министры Временного правительства.
Тюрьма Трубецкого бастиона и гауптвахты крепости с декабря 1917 года вошли в систему тюрем ВЧК. В январе 1919 года в крепости были расстреляны 4 великих князя: братья Николай Михайлович и Георгий Михайлович, Павел Александрович и Дмитрий Константинович. В годы красного террора (1917—1921) расстрелы на территории Петропавловской крепости производились в районе левого фаса Головкина бастиона между крепостной стеной и Кронверкским проливом. В конце 2009 года на территории крепости были обнаружены массовые захоронения жертв красного террора. Первой жертвой, чьи останки удалось идентифицировать, стал кавалер ордена Святого Георгия, герой обороны Порт-Артура, генерал-майор по Адмиралтейству Александр Рыков.

### Государственный музей
В 1924 году крепость стала филиалом Государственного музея Революции и находилась в подчинении Ленинградского военного округа. Хотя 8 ноября 1925 года Ленинградский совет постановил разрушить Петропавловскую крепость, а на её месте построить стадион, это решение было вскоре отменено.
С 1925 по 1933 год в Иоанновском равелине находилась Газодинамическая лаборатория, в которой сложился научный и практический костяк советской космонавтики и военной ракетной техники. В 1973 году на месте Газодинамической лаборатории открыт Музей космонавтики и ракетной техники (ныне — им. В. П. Глушко).
В годы блокады от вражеских артобстрелов и бомбёжек пострадали многие сооружения крепости, в том числе Головкин бастион, Екатерининская куртина, Обер-Офицерский дом, Кронверк (в его дворе 11 сентября 1941 года разорвалась тяжёлая авиабомба, серьёзно повредившая здание Артиллерийского музея) и другие объекты. Героическими усилиями группы альпинистов шпиль и купола Петропавловского собора были закрашены масляной краской защитного цвета (см. памятник Альпинистам блокадного Ленинграда).
В 1951 году начались восстановительные и реставрационные работы. Прошло благоустройство острова: заасфальтирована большая часть территории, замощена, в стиле XIX века, площадь у собора, разобраны заборы и сараи, установлены фонари, посажены деревья и разбиты скверы. Заново облицованы влагоустойчивым кирпичом стены и бастионы, реставрирована гранитная облицовка стены, со стороны Невы. В тюрьме Трубецкого бастиона были оборудованы камеры в стилистике 1872, 1880—1890 годов, начала XX века, восстановлен тюремный коридор. Петровские ворота оштукатурили и окрасили, восстановив утраченные детали. В 1956—1957 годах велись полномасштабные реставрационные работы в Петропавловском соборе силами Специальных реставрационных мастерских. Восстановлено первоначальное убранство интерьера, оригинальная роспись на сводах, роспись плафонов в соответствии с первоначальным цветом и рисунком, лепка, позолота. Старинные картины, расположенные на стенах над окнами, расчистили от копоти и поздних записей и наслоений. В 1957—1958 годах проводились работы по реставрации иконостаса, создавались утраченные детали, он был позолочен, реставрированы 43 старинные иконы. По окончании реставрации Петропавловский собор стал выглядеть, как памятник архитектуры и искусства XVIII века.
С 1954 года Петропавловский собор, Великокняжескую усыпальницу, Ботный дом, тюрьму Трубецкого бастиона и Зотов бастион передали в состав Музея истории Санкт-Петербурга. Со временем все другие здания крепости тоже перешли музею. С 1993 года на территории крепости создан историко-культурный музей-заповедник «Петропавловская крепость — Государственный музей истории Санкт-Петербурга». С Нарышкина бастиона Петропавловской крепости, начиная с 23 июня 1957 года, ежедневно в 12:00 производится выстрел сигнальной пушки.
В 1991 году на территории Петропавловской крепости установлен памятник Петру Великому работы скульптора Шемякина.
В 1991—1995 годах фигуру ангела на соборе демонтировали и полностью отреставрировали, но, как показало обследование, реставрация не была удачной. Ошибки исправили в 2002 году. К 300-летию Санкт-Петербурга в Петропавловской крепости проводились реставрационные работы: отремонтированы фасады Петропавловского собора, Нарышкина бастиона и Флагшточной башни, Екатерининской и Никольской куртин, Каретника, Артиллерийского цейхгауза, Ботного дома. Проведена реконструкция электрооборудования наружного освещения и электроснабжения крепости.
Воссозданы 180 чугунных фонарей наружного освещения, в том числе 9 фонарей-стенников на фасадах Зотова, Государева, Меншикова и Нарышкина бастионов, а также 50 фонарей с декоративным литьём на Центральной аллее и Соборной площади.
С начала XXI века на пляже Петропавловской крепости проводятся различные развлекательные мероприятия. Также проводятся экскурсии. По-прежнему действует Музей космонавтики и ракетной техники.
В 2007 году между Кронверкским проливом и стенами Никольской, Кронверкской куртин, а также Головкина бастиона обнаружено место массовых расстрелов и захоронений времён Красного террора 1917—1921 годов. Здесь было убито не менее 160 человек, в том числе, вероятно, четыре великих князя. С момента обнаружения захоронений общественники города добиваются установки на их месте памятника жертвам Красного террора.

## Карта-схема крепости
1Иоанновский равелин
2Петровские ворота
3Петровская куртина
4Меншиков бастион
5Кронверкская куртина
6Головкин бастион
7Никольская куртина
8Зотов бастион
9Васильевская куртина
10Алексеевский равелин
11Трубецкой бастион
12Тюрьма Трубецкого бастиона
13Екатерининская куртина
14Нарышкин бастион
15Невские ворота
16Невская (комендантская) пристань
17Невская куртина
18Государев бастион
19Петропавловский собор
20Великокняжеская усыпальница
21Комендантский дом
22Ботный дом
23Монетный двор
24Комендантское кладбище
25Памятник Петру I
26Обер-офицерская гауптвахта
27Артиллерийский цейхгауз
28Аннинский кавальер
29Кронверк
30Военно-исторический музей артиллерии, инженерных войск и войск связи
31Обелиск на месте казни декабристов
32Пляж

## Архитектурный ансамбль

### Фортификационные сооружения

#### Главный вал
(по часовой стрелке, начиная с Государева бастиона)

##### Государев бастион
16 мая 1703 года бастион был заложен первым в крепости из земли и дерева. С 1717 по 1732 годы перестроен из камня и кирпича. Назван в честь куратора строительства императора Петра I. В 1782—1784 годах внешние стены бастиона были облицованы гранитом. В 1834—1860 годах двухэтажные казематы бастиона перестроены в одноэтажные. До 1711 года в будние дни на бастионе поднимался кейзер-флаг, а в праздничные дни — жёлтый штандарт с русским двуглавым орлом. В 1724—1766 годах здесь хранился ботик Петра I — «Дедушка русского флота». В XVIII веке в бастионе находились мастерские крепостной инженерной команды, с середины XIX века казематы бастиона приспособлены для размещения двух рот лейб-гвардии гарнизонного батальона, а также нижних чинов, состоявших при складах артиллерии Кронверкского арсенала. Сейчас в Государевом бастионе открыта выставка «Потерна и каземат Государева бастиона».

##### Невская куртинаиНевские ворота
Участок крепостного вала, соединяющий Государев и Нарышкин бастионы. В XVIII веке в куртине находились жилые помещения и мастерские работников Монетного двора и инженерной команды крепости, в XIX веке помещения приспособили под Военно-сиротское отделение, позже здесь находился лазарет «военно-подсудимых благородных арестантов», а затем размещались различные воинские части. В настоящее время в помещениях куртины действует Мастерская старинной графики «Печатня», а также работают временные выставки.

Невские ворота появились в 1710-х годах. Фасад с внутренней стороны оформлен в 1747—1748 годах, появился портик со сдвоенными пилястрами и военной атрибутикой. Фасад со стороны Невы в классическом стиле появился в 1784—1787 годах по проекту архитектора Н. А. Львова. На фронтоне помещена эмблема — якорь со скрещёнными пальмовыми ветвями. Под аркой ворот прикреплены дощечки с отметками уровней подъёма воды во время сильных наводнений 1752, 1777, 1788, 1824, 1924 и 1975 годов.

##### Невская (комендантская) пристань
Деревянная пристань появилась у Невских ворот в первой трети XVIII века. Первоначально называлась Царской, позднее — Невской, с 1860-х годов — Комендантской, по месту стоянки катера коменданта крепости. В 1774—1777 годах по проекту военных инженеров Р. Т. Томилина и Н. И. Муравьёва сооружена в камне. Гранитная причальная площадка со спусками к воде соединена в берегом трёхпролётным арочным мостом. В конце XIX — начале XX веков с пристани отправляли осуждённых на смертную казнь узников крепости. Во время ежегодного (с 2017 года) Военно-морского парада ко дню ВМФ РФ от Комендантской пристани катер президента РФ отправляется приветствовать моряков кораблей, выстроившихся в фарватере Невы.

##### Нарышкин бастион
Бастион назван в честь сподвижника Петра I первого коменданта Петропавловской крепости К. А. Нарышкина, надзиравшего за строительством. Возведён на месте деревоземляного вала в 1725—1728 годах по проекту архитектора Д. Трезини и военного инженера Б. К. Миниха. В 1731—1733 годах возведена Флажная башня, на флагштоке поднимался крепостной «вседневный» флаг-гюйс, а в праздничные дни, во время приезда к крепость императора — царский штандарт. В башне хранились флаги и ключи от крепостных ворот. В 1779—1780 годах невский фасад был облицован гранитом. В XVIII — середине XIX веков казематы бастиона были приспособлены под нужды Монетного двора. В 1826 году в казематах левого фланка в одиночных камерах во время следствия содержались декабристы. На рубеже XIX и XX веков здесь размещались казармы Ижорского резервного и Сапёрного батальонов, крепостной артиллерийской роты и Стрелкового полка. 25 октября (7 ноября) 1917 года с Нарышкина бастиона был дан сигнал крейсеру «Аврора» о начале Октябрьской революции. С 1873 года с Нарышкина бастиона крепости ежедневно в 12 часов производится артиллерийский холостой полуденный выстрел (не осуществлялся с 1934 по 1953 год).

- Флажная башня Нарышкина бастиона,
Комендантская пристань, Невские ворота
- Выстрел полуденной пушки на Нарышкином бастионе
- Уровень подъёма воды при сильнейших наводнениях од аркой Невских ворот
- Государев бастион со стороны Невы

##### Екатерининская куртина
Участок крепостного вала, соединяющий Нарышкин и Трубецкой бастионы. Получил название в честь императрицы Екатерины I. Невский фасад в 1783—1786 годах облицован гранитными плитами. Внутри — 22 одноярусных каземата. В XVIII — начале XIX веков казематы куртины находились в распоряжении Монетного двора, затем приспособлены под камеры для содержания военно-подсудимых арестантов. В 1870-х годах ближайшие к Трубецкому бастиону казематы использовались под комнату свиданий, комнату допросов и камеры для содержания приговорённых к смертной казни.

##### Трубецкой бастион
Назван по имени сподвижника Петра I, надзиравшего за строительством этого бастиона, Ю. Ю. Трубецкого. Невский фасад в 1781—1785 годах облицован гранитными плитами. В первой четверти XVIII века казематы бастиона использовались как пыточные и арестантские камеры Тайной полиции. В 1718 году здесь содержался царевич Алексей Петрович. С 1724 года до середины XIX века использовался для нужд Монетного двора. В начале 1826 года некоторые казематы переоборудовали по 25 одиночных камер для содержания декабристов. В 1870—1872 годы перестроено под тюремное здание для содержания политических заключённых. На двух этажах разместились 69 одиночных камер и два карцера. Во внутреннем дворе сооружена тюремная баня. Тюрьма Трубецкого бастиона была главной политической следственной тюрьмой Российской империи, через которую прошли около полутора тысяч человек: народовольцы, социал-демократы, социал-революционеры, министры царского правительства, министры Временного правительства, а во время «красного террора» — противники советской власти и участники Кронштадтского восстания. С 1924 года в казематах бастиона организована музейная экспозиция «Тюрьма Трубецкого бастиона».

##### Васильевская куртинасворотами
Крепостной вал между Трубецким и Зотовым бастионами, обращённый в сторону Васильевского острова, от чего получил своё название. Рядом с куртиной проходил канал, засыпанный в 1882 году. В ней находятся 14 одноярусных казематов. В 1870-е годы казематы с левой стороны от Васильевских ворот приспособили под жилые помещения для надзирателей тюрьмы Трубецкого бастиона. Помещения в правой части куртины использовались для складов, арестантских камер и гарнизонных казарм.

Ворота построены в камне на месте проезда в Васильевской куртине. В 1792—1794 годах наружный фасад оформлен сдвоенными пилястрами и треугольным фронтоном.

##### Зотов бастион
Бастион назван в честь главы Ближней канцелярии Петра I надзирателя за строительством Н. М. Зотова. В 1752 году сооружён каменный пандус для подъёма орудий и боеприпасов на стены крепости. В 1832—1834 годах наружные стены бастиона облицованы кирпичом и оштукатурены «под вид гранита». До конца XVIII века казематы использовались под склады, службы Гарнизонной и Тайной канцелярии, а его помещения до конца XIX века занимали камеры одиночного заключения. Позднее здесь располагались архивы Главного казначейства и Повивальной экспедиции, кузница и мастерские крепостной Инженерной команды, гарнизонной артиллерии, склад артиллерийского вооружения.

- Зотов бастион
- Васильевские ворота
- Вход в тюрьму Трубецкого бастиона
- Тюрьма Трубецкого бастиона

##### Никольская куртинасворотами
Участок крепостного вала между Зотовым и Головкиным бастионами. Названа по располагавшейся в начале XVIII века на Петербургской стороне церкви святителя Николая «на Мокрушах». 18 двуярусных казематов куртины приспособлены под склады и казармы Артиллерийской роты. Справа от Никольских ворот находилась кордегардия, а рядом арестантские камеры, в которых содержались в заключении декабристы и петрашевцы. Сейчас в Никольской куртине западная сторона используется Монетным двором и здесь находится Нумизматический салон Монетного двора.

Ворота сооружены в 1729 году в ходе работ по перестройке деревоземляной Никольской куртины в каменную. В 1792—1793 годах фасады оформлены четырёхколонными портиками. В 1884 году проезжая часть расширена, а фасады перестроены в формах неоренессанса.

##### Головкин бастиониАннинский кавальер
Назван по имени сподвижника Петра I, наблюдавшего за строительством этого бастиона, Г. И. Головкина. В 1752 году сооружён каменный пандус для подъёма орудий и боеприпасов на стены крепости. Фасады сделаны глухими без бойниц. В левой части устроен потайной ход к Кронверкскому проливу. Внутри имелись два пороховых погреба, во фланках — двуярусные оборонительные казематы, которые в конце XVIII — первой половине XIX века служили для одиночного содержания узников. Во дворе бастиона в начале XVIII века сооружён Аннинский кавальер — вспомогательное сооружение, построенное выше стен бастиона для дополнительной защиты Кронверка артиллерийским огнём. Возведён в камне в 1731—1733 годах. Назван в честь императрицы Анны Иоанновны. Перестроен в 1836—1837 годах: изменён декоративный фасад и сооружена скатная железная крыша. Приспособлен под хранение военных трофеев и артиллерийский фасад. Сейчас бастион и кавальер используется для нужд Монетного двора, здесь находится «Музей истории денег».

##### Кронверкская куртинасворотами
Участок стены между Головкиным и Меншиковским бастионами. Назван по находящемуся напротив Кронверку. Содержит двадцать один одноярусный каземат, в которых квартировали Инвалидная и Артиллерийская роты крепостного гарнизона, Комплектный и Сводный пехотные батальоны. Под аркой Кронверкских ворот находился вход в караульное помещение. В 1826 году в ожидание исполнения приговоров здесь содержались руководители декабристов М. П. Бестужев-Рюмин, П. Г. Каховский, С. И. Муравьёв-Апостол, П. И. Пестель, К. Ф. Рылеев. Сейчас куртину использует для своих нужд Монетный двор.

Ворота сооружены в камне в 1709 году. В 1829 году арка ворот оформлена в виде портала с замковым камнем. Под аркой находился вход в караульное помещение. В 1872 году увеличена проезжая часть.

##### Меншиков бастион
Назван в честь сподвижника Петра I А. Д. Меншикова. В 1752 году сооружён каменный пандус для подъёма орудий и боеприпасов на стены крепости. С левой стороны находился пороховой погреб. В первой половине XVIII века казематы бастиона использовались Тайной канцелярией как арестантские и пыточные камеры. Впоследствии их приспособили под склады, кузницу, мастерские, гарнизонные казармы. Сейчас здесь находится музей архитектурной художественной керамики «Керамакс».

##### Петровская куртинаиПетровские ворота
Участок крепостного вала между Государевым м Меншиковым бастионами. Названа по Петровским воротам. Имеет двадцать одноярусных казематов. Использовались под казармы Инженерной, Инвалидной и Артиллерийской рот крепостного бастиона, склады продовольствия и строительных материалов, офицерские квартиры. Справа от Петровских ворот располагалось караульное помещение, а при нём два каземата для заключения арестантов. В конце 1825 — начале 1826 года здесь содержались матросы гвардейского экипажа, участники декабрьского восстания. Сейчас в куртине находится вход в экспозицию «Потерна Государева бастиона».

Ворота являются главным парадным входом в крепость и посвящены прославлению побед России над Швецией в Северной войне. Построены в 1703 году, наружный фасад по проекту архитектора Д. Трезини оформлен в стиле барокко в 1708 году. Фронтон ворот венчала двухметровая статуя апостола Петра, отсюда и название «Петровские ворота». Сейчас в нишах ворот помещены бронзовые статуи «Храбрость» (справа) и «Благоразумие» (слева) французского скульптора Н. Пино. Арку венчает мощный аттик с полукруглым лучковым фронтоном, украшенный деревянным резным панно «Низвержение Симона-волхва апостолом Петром» скульптора К. Оснера и горельефом с изображением благословляющего бога Саваофа. В 1720 году над аркой установлен герб Российской империи — двуглавый орёл — весом 1096 кг, отлитый из свинца французским мастером Ф. П. Вассу. Вход через Петровские ворота в Петропавловскую крепость открыт ежедневно с 10 до 21 часа.

- Никольская куртина и Никольские ворота
- Кронверкские ворота
- Аннинский кавальер
- Петровские ворота

#### Вспомогательные укрепления

##### Алексеевский равелин
Вспомогательное сооружение треугольной формы перед крепостным рвом, служащее для прикрытия Васильевской куртины. Названо в честь царя Алексея Михайловича, отца Петра I. Построен в 1733—1740 годах по проекту военного инженера Б. Х. Миниха. Невский фасад равелина в 1787—1797 годах облицован гранитными плитами. На территории равелина в 1769 году построена деревянная тюрьма, которая в 1797 году перестроена в каменный «Секретный дом» для заточения наиболее опасных политических узников. В 20 одиночных камерах содержались декабристы, петрашевцы (в том числе писатель Ф. М. Достоевский), писатель Н. Г. Чернышевский, народовольцы. Казематы равелина служили казармами для надзирателей. В 1893 году тюрьма и казематы были разобраны и на их месте возведено здание архивов Военного министерства с двумя служебными офицерскими флигелями.

##### Иоанновский равелинсворотами
Равелин прикрывает Петровскую куртину и Петровские ворота. Назван в честь царя Иоанна Алексеевича, отца императрицы Анны Иоанновны. Возведён в камне в 1731—1740 годах по проекту военного инженера Б. Х. Миниха. Невский фасад равелина в 1778 году облицован гранитными плитами. В казематах равелина располагались казармы, у ворот — караульное помещение. В 1738—1740 году возведены Иоанновские ворота. Во фронтоне размещён лепной рельеф с изображением императорской короны и воинских атрибутов: барабанов, алебард и знамён; внутренний фасад обработан рустом и декорирован розетками. В северной части равелина в конце 1920-х — начале 1930-х годов располагались мастерские Газодинамической лаборатории, первой советской опытно-конструкторской организации по разработке ракетных двигателей. С 1973 года в этих помещениях открыт Музей космонавтики и ракетной техники имени В. П. Глушко. В других частях равелина находятся Информационный центр для туристов, кассы, экспозиционные и служебные помещения Государственного музея истории Санкт-Петербурга.

##### Полуконтргарды
Четыре полуконтргарда прикрывают по одному фасу всех угловых бастионов крепости. Представляли собой массивные П-образные сооружения с небольшим двориком. Бо́льшая часть внутреннего объёма строений была заполнена грунтом, который также образовывал пол валганга, на который вели пандусы или аппарели. Кроме того, внутри имелись небольшие помещения с двумя комнатами. Все полуконтргарды соединялись одной стороной короткой стеной — траверсом с равелином, а другой — с плотиной батардо. Предназначены для размещения орудий только на валганге. Имелось по шесть открытых орудийных амбразур на длинных сторонах и по три на коротких. Как и бастионы, полуконтргарды на внешних углах длинных сторон имели по две кирпичные пятигранные караульные, позже круглые, башенки — бартизаны.
Два полуконтргарда начали возводиться в 1731 году вместе с перестройкой первоначального земляного равелина под руководством Миниха. Который получил название Иоанновского. В 1733 году началось возведение полуконтргардов вместе с Алексеевским равелином. В 1779—1785 годах невские фасады укреплений были облицованы гранитными плитами (по проекту инженера Р. Р. Томилова). В 1790 году в крепости были заменены кирпичные бартизаны на гранитные. До второй половины XIX века восточные полуконтргарды сохранялись в первоначальном виде. Даже имели на валганге штатные крепостные орудия. Позже все полуконтргарды (вместе с Алексеевским равелином), полностью лишились внутреннего заполнения. Первоначальные траверсы были уничтожены. Вместо них появились новые стенки, которые выдвинуты вперёд заподлицо со стенами полуконтргардов или с небольшим отступом. Бартизаны сохранились по одной целой на этих полуконтргардах и ещё основание разрушенной на юго-западном. На освободившейся площади появлялись различные постройки, административного и жилого назначения. Наиболее примечательной новой постройкой появилась в восточном полуконтргарде Меншикова бастиона. В 1894 году там было построено одноэтажное, с узким внутренним двориком, здание для неприкосновенного запаса Ижорского резервного батальона (по проекту военного инженера В. Ф. Асмуса). Если при этом он не сохранил первоначальную внутреннюю конструкцию, но имеет облик оборонительной казармы, гармонирующий с Иоанновским равелином. Позже стали появляться безликие постройки хозяйственно-гаражного назначения. Последующие реставрации также внесли серьёзные изменения в цветовой гамме и структуре штукатурки, покрывавшей все кирпичные строения.

##### Батардо и турели
Четыре плотины батардо перекрывали крепостные рвы для преграждения доступа в них воды или впуска воды в ров и регулирования её уровня на требуемой высоте, а также против проникновения в ров вражеских судов. Три из них имели по паре прикрывавшихся железными решётками водяных ворот. На этих трёх плотинах установлены небольшие глухие башенки, турели, цель которых — исключить возможность для осаждающих использовать батардо как переправу через ров. Сверху также были установлены деревянные палисады или ограды, чтобы как-то ограничить возможность преодолевать невысокие плотины. Четвёртая батардо, около Зотова бастиона, вместо турели имела проход перекрывавшийся воротами. Через них могли в ров заходить небольшие суда. А дальше они могли попадать во внутренний канал крепости и далее в восточный ров.
В 1787 г. южные ботардо были облицованы гранитом, а северные, в 1794 году, были выложены лещадной плитой, то есть каменным плитняком. Деревянный палисад заменили чугунным. В конце XIX в. и в начале XX в. на невских батардо палисады были заложены глухими кирпичными стенками высотой под самые крыши турелей. При строительстве в 1889—1892 годах постоянного Троицкого моста, восточный ров засыпали, а обе батардо разобрали для устройства шоссе, соединившего временные мосты через Неву и Кронверкский проток, обеспечивая свободного проезда с Адмиралтейского острова на Петроградский. Позднее плотины, турели и даже стена, закрывающая палисад, были восстановлены. В 1893 г. был засыпан и западный ров, а на месте водных ворот плотины у шпица Зотова бастиона был сделан сухопутный проезд.

##### Кронверк
Кронверк (нем. Kronwerk — «коронообразное укрепление») — наружное вспомогательное оборонительное укрепление, служащее для защиты подходов к Петропавловской крепости с севера, строилось в земляном исполнении с 1705 по 1709 годы. На территории размещались верфи, цейхгауз Преображенского полка, провиантский, артиллерийский и пушечный дворы, казармы гарнизона. В 1808 году здесь было открыто мореплавательное и судостроительное училище. С 1851 по 1860 года на кронверке построен подковообразный форт по проекту архитектора Инженерного департамента П. И. Таманского. Форт трёхъярусный. Два яруса предназначены для размещения орудий и средний — для стрельбы из ручного оружия. Быстро устарев как фортификация, стал использоваться под арсенал. С 1868 года здесь размещается Артиллерийский музей (до этого находился в здании Арсенала на Литейном проспекте). В 1965 году в состав Артиллерийского исторического музея вошёл Военный музей связи. Сейчас называется Военно-исторический музей артиллерии, инженерных войск и войск связи. Во дворе справа от здания музея, рядом с Кронверкским каналом, находится памятник декабристам, казнённым на этом месте в 1826 году.

- Иоанновские ворота, вид с Иоанновского моста
- Иоанновский равелин со стороны крепости
- Вид на Кронверк с высоты
- Вход в музей артиллерии

### Другие постройки и учреждения

#### Петропавловский собор(дом 3Ж)
Петропавловский собор является памятником архитектуры, усыпальницей российского императорского дома Романовых. Деревянная Петропавловская церковь появилась на этом месте в 1703 году. На её месте в 1712—1733 годах по проекту архитектора Д. Трезини построен каменный собор в стиле раннего русского барокко. В 1756 году в результате пожара сгорели деревянный шпиль, крыша и верхние ярусы колокольни. Здание восстановили к 1780 году с некоторыми изменениями.
С 1858 года шпиль собора венчает крест с обновлённой фигурой ангела, сохранившейся до наших дней. Высота колокольни составляет 122,5 метра. На колокольне в 1776 году установлены часы-куранты. С 1708 года в Петропавловском соборе начались погребения членов дома Романовых. 10 марта 1725 года во временной деревянной часовне был установлен гроб с телом императора Петра I, в 1731 году перезахоронили у иконостаса собора. На протяжении XVIII — начала XX веков в соборе захоронены все императоры и императрицы Российской империи, за исключением Ивана VI и Петра II. В 1998 году в Екатерининском приделе были захоронены последний российский император Николай II, члены его семьи и слуги.
В 1918 году церковные службы в храме были прекращены, а церковные ценности конфискованы. В настоящее время собор находится в ведении Музея истории Санкт-Петербурга.

#### Великокняжеская усыпальница(дом 3Б)
Усыпальница сооружена в 1896—1908 годы по проекту архитекторов Д.И. Гримма, А.И. Томишко и Л.Н. Бенуа и предназначалась для захоронения некоторых членов императорского дома Романовых. Она соединена с Петропавловским собором крытым переходом. С 1908 по 1916 годы здесь были погребены 13 членов императорской фамилии. В 1992 году в усыпальнице захоронен правнук императора Александра II князь Владимир Кирилович Романов, а в 1995 году здесь же перезахоронены останки его родителей. Сейчас в Великокняжеской усыпальнице находятся 17 могил родственников императоров.

#### Памятник Петру I
Памятник Петру I архитектора М. М. Шемякина установлен перед зданием бывшей Гауптвахты на Главной аллее крепости в 1991 году. Скульптура выполнена в стилистике русских икон, с увеличенными пропорциями тела. Лицо скульптуры было сделано на основании известной подлинной восковой маски с лица Петра и «Восковой персоны», выполненных Б. К. Растрелли и хранящихся в Эрмитаже.

#### Комендантское кладбище
Комендантское кладбище ведёт свою историю с 1720 года, когда у алтарной стены строящегося Петропавловского собора был похоронен комендант крепости, генерал Р. В. Брюс. С 1720 по 1917 годы на кладбище захоронены девятнадцать из тридцати двух руководителей крепости, всех умерших на своём посту. Последняя могила коменданта, датируемая 1914 годом, принадлежит генералу от инфантерии В. Н. Данилову.

#### Санкт-Петербургский монетный двор(дом 6)
Монетный двор — это одно из старейших промышленных предприятий Санкт-Петербурга, и работает в Петропавловской крепости с 1724 года. В XVIII веке под монетное производство использовались казематы Васильевской и Екатерининской куртин, Нарышкина и Трубецкого бастионов. Главный корпус Монетного двора был возведён в строгом классическом стиле по проекту архитектора А. Порто в 1800—1805 году. Производственные корпуса за главным корпусом на участке между Николаевской, Васильевской и Екатерининской куртинами появились в 1830—1840 годы, после чего территория была обнесена каменной оградой. До сих пор Санкт-Петербургский монетный двор является основным производителем разменной монеты, выпускает государственные награды, медали и памятные знаки.

#### Ботный домик(дом 3Ч)
Дом, предназначенный для хранения национальной реликвии ботика Петра I «Дедушки русского флота», построен в 1762—1765 годах по проекту архитектора А. Ф. Виста. Фасад оформлен в стиле переходном от барокко к классицизму. На крыше располагается статуя «Навигация». Ботик Петра находился здесь с 1767 по 1931 годы, затем переведён в Центральный военно-морской музей. В 1997 году в Ботном доме установлена точная копия петровского ботика. Также в здании находятся кассы музея и сувенирный магазин.

|                  |                             |                       |              |                                   |
| Памятник Петру I | Великокняжеская усыпальница | Петропавловский собор | Ботный домик | Санкт-Петербургский монетный двор |

#### Церковный дом (дом 3Р)
Здание в стиле раннего классицизма примыкающее к Великокняжеской усыпальнице по проекту архитектора Л. Н. Бенуа появилось в 1900—1905 годах. В нём размещались архив и библиотека Петропавловского собора, ризница, покои для священнослужителей и певчих, апартаменты для приёма приезжего высшего духовенства. В 1942 году в здание попала фугасная бомба, восстановлено в 1952 году. В 1986 году передано Государственному музею истории Ленинграда.

#### Штаб-офицерский дом (дом 3В)
Утилитарное здание рядовой застройки в стиле эклектики появилось в 1882 году, построено для квартир кадрового батальона лейб-гвардии Резервного пехотного полка и крепостного гарнизона. В центре лицевого фасада — ризалит с парадной лестницей. В настоящее время здание используется Монетным двором.

#### Офицерское собрание (дом 3В)
Здание с высокими фасадами в стиле классицизма для учреждённого Монетным двором собрания российских и иностранных эталонов мер и весов построено в 1838—1841 годах по проекту архитектора А. М. Куци. В 1879 году помещения перестроены под Офицерское собрание. В 1897 году по проекту военного инженера В. Ф. Асмусома здание надстроили вторым этажом под жилые квартиры Инженерного корпуса и соединили с соседним Штаб-офицерским домом. В советское время это был жилой дом работников Монетного двора.

#### Дом фондовых капиталов (дом 3Г)
Утилитарное казённое сооружение по проекту архитектора А. М. Куци построено в 1843—1844 годах на средства Министерства финансов России, для слитков драгоценных металлов и денежного фонда монет, обеспечивающих государственные кредитные билеты. До 2007 года использовалось Монетным двором под склад. После проведения капитального ремонта здесь проводятся временные выставки.

#### Штаб-офицерский флигель (дом 3К)
Трёхэтажный каменный флигель в стиле неоклассицизма по проекту Л. Н. Бенуа построено в 1908 году для квартирующих в крепости гарнизонных офицеров. В центре лицевого фасада ризалит с парадным входом. В советское время также использовался для жилья. Сейчас здесь располагаются научные отделы Музея истории Санкт-Петербурга, например Центр музейной педагогики.

- Церковный дом
- Офицерское собрание и Штаб-офицерский дом
- Дом фондовых капиталов
- Штаб-офицерский флигель

#### Главное казначейство (Прокурорский дом) (дом 3Л)
Здание построено в 1837—1838 годах по проекту архитектора И. И. Гальберга для размещения главного казначейства и складирования продукции Монетного двора. С 1868 года приспособлено под административные и жилые помещения Монетного двора. В 1920—1940-х годах в здании находились разные военные организации. Сейчас находится в ведении музея истории Санкт-Петербурга.

#### Артиллерийский цейхгауз (дом 3М)
Одноэтажное утилитарное здание с монотонными фасадами построено в 1801—1802 годах по проекту военного инженера А. Брискорна. С 1865 года использовалось под Пожарное депо, с 1887 года под манеж для фронтовых занятий в холодное время. В 1941—1945 годах в здании размещались мастерские завода им. К. Ворошилова, где ремонтировались машины для «Дороги жизни». В 1994 году здание передано Государственному музею истории Санкт-Петербурга. Сейчас здесь размещается Музей восковых скульптур.

#### Инженерный дом (дом 3Н)
Здание в стиле барокко построено в 1748—1749 годах по проекту архитектора Н. И. Муравьёва. Корпуса образуют четырёхугольный двор с двумя воротами. В 1886 году оба корпуса подведены под одну крышу, а один из воротных проездов застроен. В здании находились чертёжная мастерская и цейхгауз Инженерной команды, занимавшейся строительством и ремонтом в крепости. Также здесь размещался архив Инженерного департамента и жилые помещения. Сейчас в Инженерном доме находятся выставочные залы и проходят временные выставки.

#### Главная гауптвахта
Одноэтажное здание для размещения Главного гарнизонного караула и для содержания арестованных офицеров и низших чинов появилось в 1748—1749 годах. В 1906—1907 годах по проекту военного инженера В. Ф. Асмуса был надстроен второй этаж. К главному фасаду добавлен портик с колоннами в классическом стиле. Сейчас здесь размещается дирекция Государственного музея истории Санкт-Петербурга.

- Главное казначейство
- Артиллерийский цейхгауз
- Инженерный дом
- Главная гауптвахта

#### Комендантский дом(дом 3)
Построен в 1743—1746 годах по проекту военного инженера Х. де Марина. В 1750 году объединён с одноэтажным флигелем. Главный фасад оформлен в стиле барокко и сохранил первоначальный облик. На втором этаже главного корпуса размещались жилые и парадные покои коменданта крепости, домовая церковь Во имя введения во храм Пресвятой Богородицы. На первом этаже и во флигеле находились канцелярия Комендантского управления, конюшня, прачечная, кухня, комната прислуги. В XIX веке в квартире коменданта проходили суды над декабристами, петрашевцами, народниками. 25-26 октября 1917 года здесь размещался полевой штаб Петроградского военно-революционного комитета. В 2003 году П-образный двор быр перекрыт стеклянной крышей. Сейчас в Комендантском доме расположена постоянная экспозиция Государственного музея Истории Санкт-Петербурга. В атриуме проводятся различные мероприятия.

#### Каретник(дом 3П)
Здание в стиле позднего классицизма построено в 1846 году по проекту военного инженера Баторского для размещения конюшни на шесть стойл, двух экипажных сараев, крытого дворика с навозной ямой и ледником. В настоящее время в каретнике расположены экспозиционные помещения музея, где проходят временные выставки, например: «Сибирский левша» и «Музей пыток».

#### Плац-майорский дом (дом 6В)
Одноэтажный каменный Г-образный в плане дом построен в 1758 году для проживания помощника коменданта крепости (плац-майора) и его канцелярии. В 1843—1844 годах перестроен в двухэтажный по проекту А. Куци. На втором этаже в девяти комнатах размещалось жильё плац-майора, а на первом с 1860 года находилась телеграфная станция. После 1917 года здание было передано Монетному двору.

#### Обер-офицерский дом (дом 6Б)
Одноэтажное каменное здание с мезонином и черепичной крышей построено в 1751 году по проекту неизвестного архитектора для размещения комендантской канцелярии. Затем использовалось для нужд генерал-губернатора и городского коменданта, а с 1803 года как жилой дом для офицеров. В 1843—1844 годах по проекту архитектора А. М. Куци надстроен второй этаж, фасады переделаны в стиле позднего классицизма. В настоящее время здание используется Монетным двором.

- Комендантский дом
- Каретник
- Плац-майорский дом
- Обер-офицерский дом

#### Здание архивов (дом 3Ф)
На месте снесённого Секретного дома Алексеевского равелина в 1892—1895 годах по проекту военного инженера Ф. Я. Каменева построено здание для размещения архивов Интендантского, Инженерного и Военно-Судного управлений Военного министерства. В 1938 году помещения приспособили под типографию и редакцию газеты «На страже Родины», с 1994 года здание используется как служебные помещения для нужд музея.

#### Пляж у Петропавловской крепости
Пляж находится со стороны реки Невы, между Нарышкиным и Трубецким бастионами, единственный находящийся в исторической части Санкт-Петербурга. Считается, что пляж является самым тёплым местом города, благодаря гранитным стенам вокруг, которые ограждают его от северных ветров. Купаться на пляже запрещено. Загорать у бастионов горожане начинают в марте, как только появляется солнце. Ежегодно здесь проводится фестиваль песчаных скульптур. Традиционно с пляжа запускается салют в дни городских праздников.

### Мосты

#### Иоанновский мост
Автодорожный деревянный балочный мост, соединяет Иоанновские ворота Петропавловской крепости и Кронверкскую набережную рядом с Каменноостровским проспектом через Кронверкский пролив. Сегодняшняя конструкция моста появилась в 1951 году после реконструкции по проекту инженера В. В. Блажевича. Семипролётное деревянное сооружение, длиной 74,66 метра и шириной 10,54 метров, с металлическим пролётным строением на деревянных русловых опорах с каменными аркадами. В 1953 году деревянные ограждения на мосту были заменены чугунными решётками художественного литья по проекту архитектора А. Л. Ротача и установлены торшеры с фонарями. На свае рядом с мостом установлена фигурка зайца с неофициальным названием «Зайчик, спасшийся от наводнения».

#### Скульптура зайца
Памятник зайцу Арсению у Иоанновского моста открыт 8 мая 2003 года на одном из кустов свай, которые предохраняют опоры моста от ледохода. Авторами проекта стали петербургский скульптор В. А. Петровичев и архитектор С. Я. Петченко. Скульптура имеет высоту 58 см, выполнена из сплава силумина, алюминия и дюраля и покрыта нитридом титана. Принято считать, что ушастый Арсений исполняет желания: на его постамент кидают мелочь, и если монетка остаётся на свае возле памятника, то желание сбудется.

#### Кронверкский мост
Автодорожный деревянный девятипролётный балочный мост, соединяет Заячий остров и Кронверкскую набережную рядом с проспектом Добролюбова и Кронверкским проспектом через Кронверкский пролив. Сооружён в 1938 году по проекту инженера П. П. Степнова. Опоры моста на деревянных свайных основаниях, металлические пролёты из двутавровых балок с дощатым покрытием проезжей части и тротуаров, деревянные перила. Длина моста — 57,5 м, ширина моста между перилами — 8,8 м.

#### ЗападныйиВосточный артиллерийские мосты
Западный и Восточный Артиллерийские мосты переброшены через Кронверкский проток в месте его слияния с Кронверкским проливом по оси Кронверкской набережной и соединяют Петроградский и Артиллерийский острова. Первые деревянные мосты на этом месте перекинуты в начале XIX века, название получили по расположенным здесь артиллерийским установкам. В 1976 году началось благоустройство Кронверкской набережной с сооружением двух новых однотипных железобетонных мостов, стилизованных под гранитные переправы второй половины XVIII века. Железобетонные устои на свайном основании, облицованы гранитом, пролётное строение в виде трёхшарнирной железобетонной рамы с декоративными фасадными арками, облицованными гранитом.

- Иоанновский мост
- Памятник «Зайчик, спасшийся от наводнения»
- Кронверкский мост
- Западный Артиллерийский мост

## Проезд
По территории Петропавловской крепости общественный транспорт не ходит. Ближайшие станции метро:  «Горьковская» (500 метров) и  «Спортивная» (1,6 км). Рядом с крепостью есть остановки наземного общественного транспорта  № 6, 40 до остановки «проспект Добролюбова» (Кронверкский мост) или «Ст. м. Горьковская» или № 3 до остановки «Троицкая площадь» (далее пешком через Иоанновский мост);  № 7 до остановки «проспект Добролюбова» («Биржевой мост»);  № 10, 191 до остановки «проспект Добролюбова» («Мытнинская наб.»); № 46 до остановки «Троицкая площадь» или «Ст. м. Горьковская»; № 49 до остановки «Троицкая площадь».

## В художественном кино
- О бедном гусаре замолвите слово
- Гардемарины, вперёд!
- Остров сокровищ
- Нос
- Невероятные приключения итальянцев в России
- Михайло Ломоносов (реж. А. Иванов)
- Михайло Ломоносов (реж. А. Прошкин)
- Звезда пленительного счастья
- Два билета на дневной сеанс
- Довлатов
- Союз спасения